# NGC 2220
NGC 2220 je otvoreni skup  u zviježđu Krmi. 

## Vanjske poveznice
- SEDS: NGC 2220